# Marga von Etzdorf
Marga von Etzdorf (ur. 1 sierpnia 1907 w Berlinie (Niemcy), zm. 28 maja 1933 w Aleppo (Syria)) – niemiecka pilotka.
Jako pierwsza kobieta wykonała samodzielny lot z Niemiec do Japonii. 28 maja 1933 popełniła samobójstwo – miała wypadek lotniczy, a następnie strzeliła do siebie. Jako oficjalną przyczynę śmierci podano wypadek lotniczy. Powodem samobójstwa była nasilająca się dyskryminacja kobiet w III Rzeszy, polegająca na odbieraniu im możliwości życia na inne sposoby niż tradycyjne "dzieci, kuchnia, kościół".
Przed swoim ostatnim lotem powiedziała przez radio:
Mam nawet parę rekordów, ale przecież wiem, że nigdy nie osiągnę rezultatów prawdziwie wielkich [...] bo tylko mężczyzna może osiągnąć to całkowite opanowanie motoru i przytomności umysłu, do której my, kobiety nie jesteśmy zdolne. Lotnictwo nie jest odpowiednim zajęciem dla kobiet, których obowiązkiem jest zajmować się mężem i kuchnią.